# Nidulariaceae
Nidulariaceae (nidulus, «pequeño nido»), comúnmente denominados hongos nido, es una familia de hongos en el orden Agaricales. Sus cuerpos fructíferos se asemejan a pequeños nidos de aves con huevos. Como son saprófitos, se alimentan de materia orgánica en descomposición, a menudo crecen sobre madera podrida y en suelos ricos en trocitos de madera o compost de corteza; poseen una distribución amplia en la mayoría de las regiones ecológicas. La familia aloja cinco géneros Crucibulum, Cyathus, Mycocalia, Nidula, y Nidularia, los cuales se distinguen entre sí por las diferencias en morfología y estructura del peridiolo.

## Descripción
Los Nidulariaceae tienen un cuerpo fructífero  gasteroide , lo que significa que las esporas se desarrollan internamente, como en un  angiocarpio . Los cuerpos fructíferos son típicamente gregarios (crecen juntos en grupos, pero no unidos). Los cuerpos fructíferos jóvenes están inicialmente cubiertos por una membrana delgada que  dehisiona de forma irregular o por una división "circunscisible", en una línea circular alrededor de la circunferencia de la abertura de la copa. Los cuerpos fructíferos (también llamados  peridia ) son pequeños, generalmente entre 5 y 15 mm de ancho y 4 y 8 mm de alto, en forma de urna o florero, y contienen uno o varios peridiolos en forma de disco que se asemejan a pequeños huevos.
Estos hongos no son comestibles.
Estructura del peridiolo
Los peridiolos contienen tejido glebal, basidios y basidioesporas, rodeados por una pared endurecida. Por lo general, tienen forma lenticular (como una lente biconvexa) y miden de 1 a 3 mm de diámetro. El color de los peridiolos es característico de los géneros: Cyathus tiene peridiolos negros, Nidularia y Nidula tienen peridiolos marrones, Mycocalia tiene peridiolos de color amarillo a rojo marrón, y Crucibulum tiene peridiolos negros que están rodeados por una membrana blanquecina denominada túnica, que los hace parecer blancos. En la mayoría de las especies, los peridiolos se dispersan por la lluvia, pero también pueden estar libres en el peridio, rodeados por un mucílago gelatinoso.
Características microscópicas
Las basidiosporas son ovaladas, suaves y hialinos, y de paredes delgadas.